# Arctosa alpigena
Arctosa alpigena är en spindelart som först beskrevs av Carl Ludwig Doleschall 1852.  Arctosa alpigena ingår i släktet Arctosa och familjen vargspindlar. Arten är reproducerande i Sverige. Utöver nominatformen finns också underarten A. a. lamperti.